# 샤프 아쿠오스 Sh930w
아쿠오스 폰 sh-930w(일본어: アクオスフォン)는 2012년 11월 17일 샤프전자가 러시아에 먼저 출시한 풀 HD 스마트폰이다. 12월에 홍콩(중화인민공화국), 중화민국, 2013년 2월 타이에도 출시되었다.
대한민국에서는 홍콩편으로 구매대행을 통해서 구입할 수 있다.

## 연혁
- 2012년 11월 : 제품 발표  러시아
- 2012년 12월 : 제품 출시  러시아, 홍콩, 중화민국
- 2013년 2월 : 제품 출시  태국

## 경쟁 기종
- 소니 엑스페리아 Z
- HTC J 버터플라이
- 삼성 갤럭시 S4
- 화웨이 어센드 메이트
- LG 옵티머스 G 프로